# Marco Moro
Marco Moro (* 9. Dezember 1817 in Zenson di Piave; † 25. Februar 1885 in Venedig) war ein italienischer Lithografie-Vedutist und Herausgeber von Drucken. Er gilt als „populärster“ aller venezianischen Lithographen.

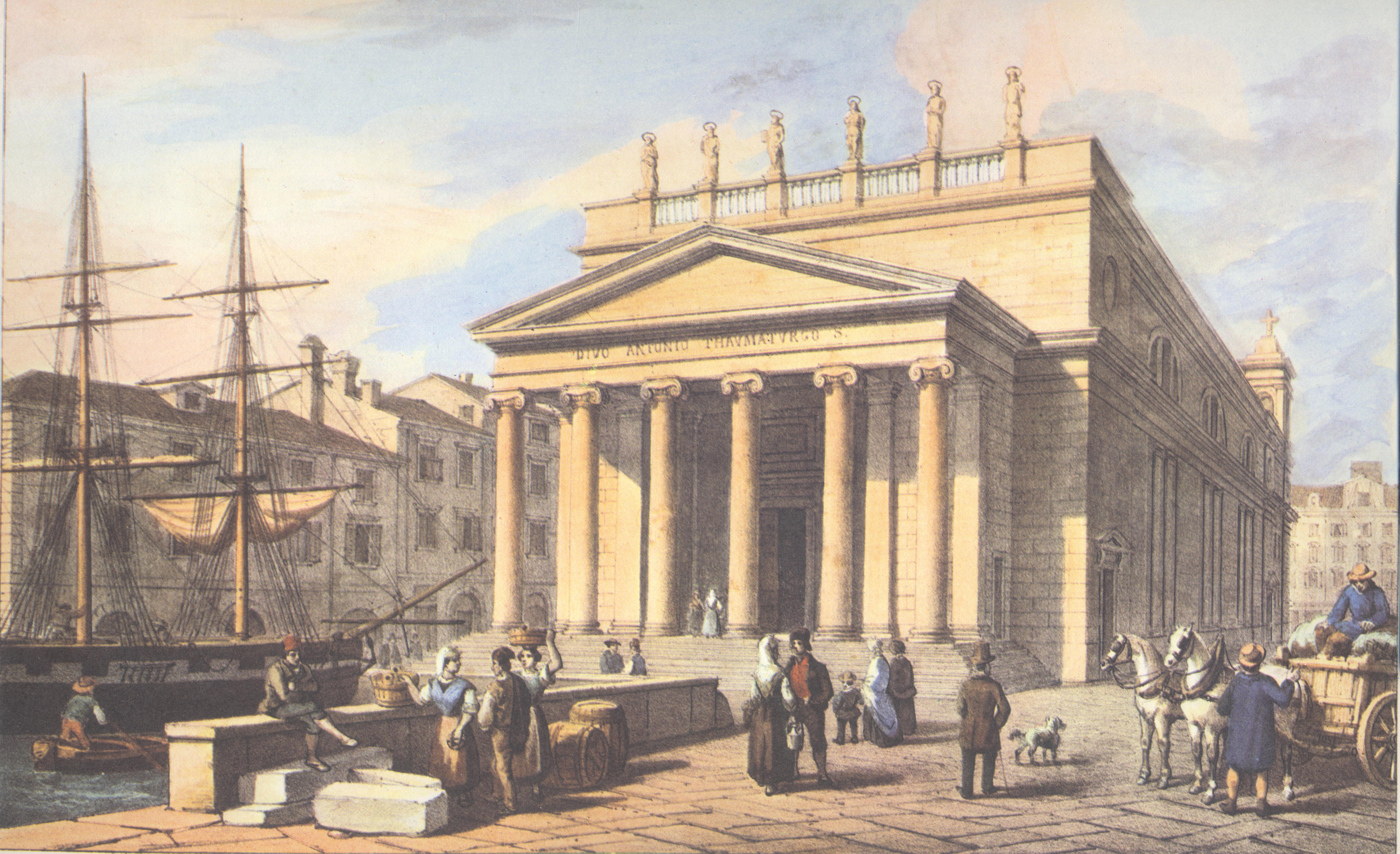
Canal Grande, 1854 (Spitze der Dogana da Mar)

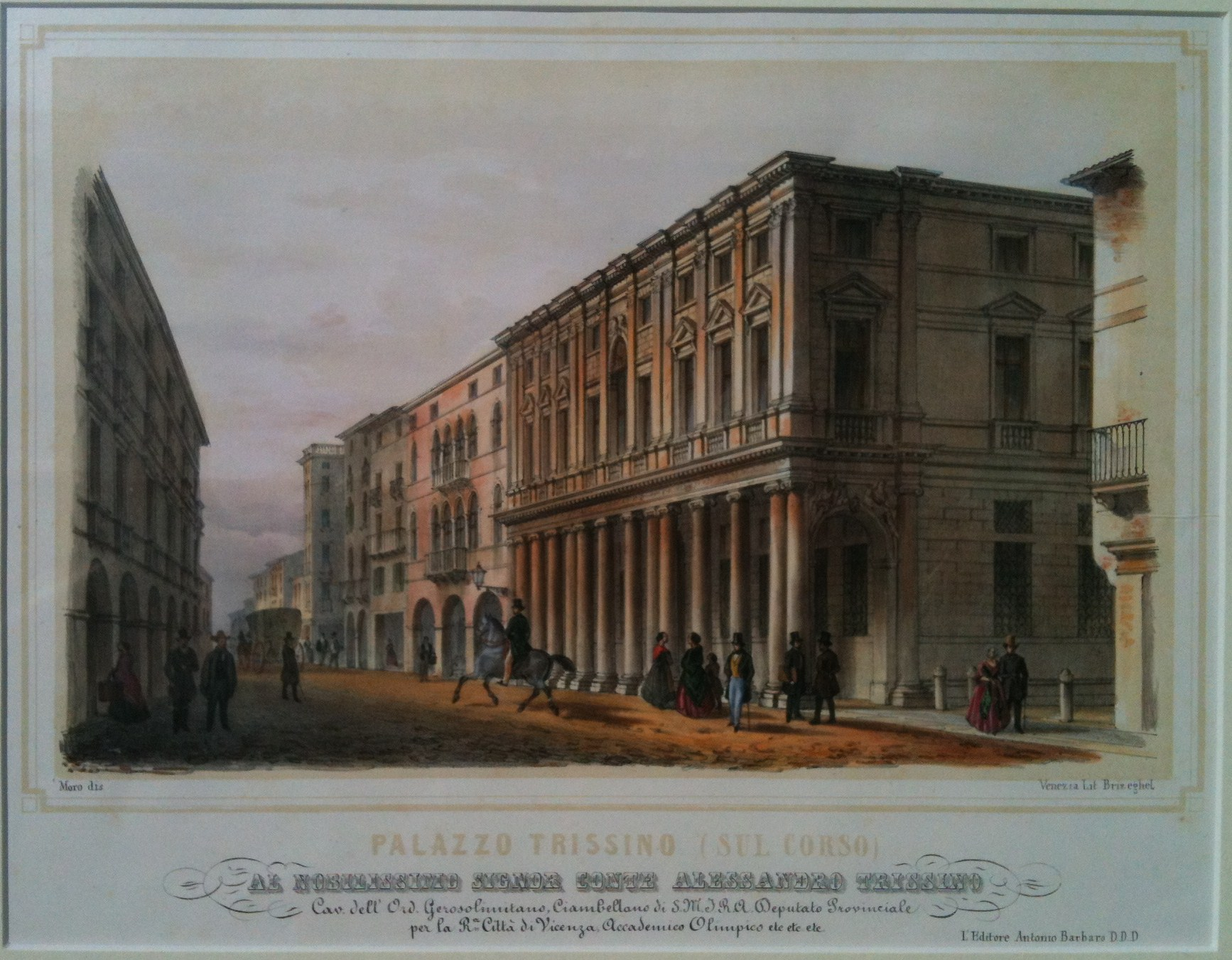
Palazzo Trissino (sul Corso) in Vicenza, 1847

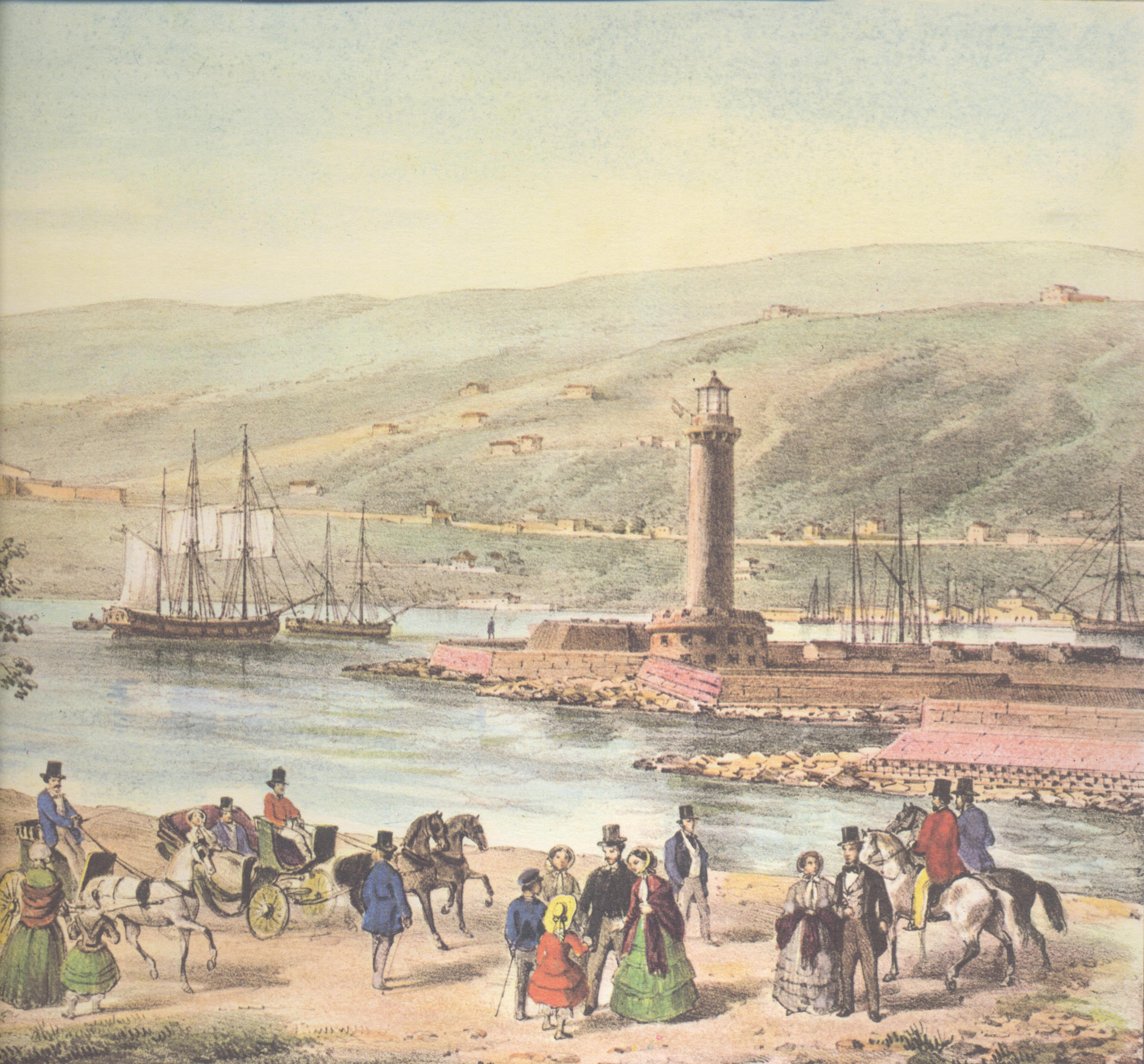
Der Leuchtturm von Triest, 1854

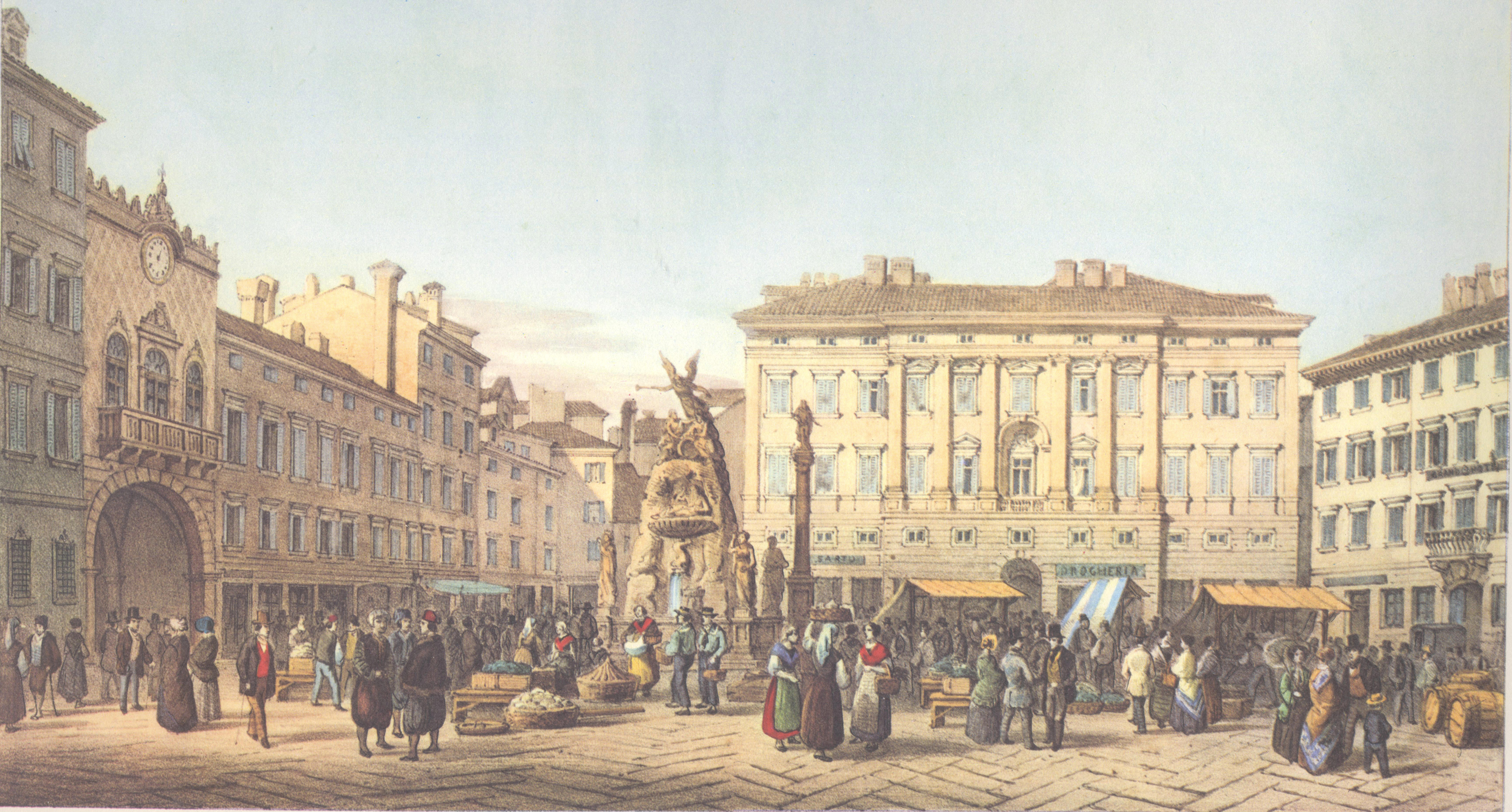
Die Piazza Grande in Triest, 1854

## Leben und Werk
Marco Moro wurde in eine vergleichsweise betuchte, gebildete Familie geboren. Schon früh an Malerei interessiert, besuchte er von 1834 bis 1839 die Accademia di Belle Arti di Venezia, an der zu dieser Zeit Odorico Politi (Malerei), Luigi Zandomeneghi (Skulptur) und Lodovico Lipparini lehrten. Danach arbeitete er in der Lithografie, die Luigi Berletti in Udine eröffnet hatte. Zusammen mit Ottavio Codecasa wurde ihm als erste größere Arbeit das Album pittorico del Friuli übertragen, das 1841 herausgegeben wurde. Wann Moro seine Arbeit bei Berletti beendete ist nicht klar, doch arbeitete er 1845 nicht mehr dort.
Moro verlegte seinen Wohnsitz nach Venedig, wo er infolge des Bankrotts seiner Familie zahlreiche Aufträge von einer Reihe von Herausgebern annehmen musste. Dabei war die Konkurrenz stark, denn viele Lithographen arbeiteten zu dieser Zeit in der Stadt, darunter Giovanni Battista Cecchini, Giovanni Pividor oder Tommaso Viola. Moro war dabei der einzige, der sich ausschließlich mit der Lithographie befasste, wobei er eine enorme Anzahl von Veduten schuf. Das bekannteste Werk ist das zweiteilige Opus der Jahre 1845 bis 1863, das Venezia monumentale pittoresca. Dabei dreht sich Teil 1 um I Palazzi, Teil 2 um I Templi, also um Paläste und Tempel. Den kunsthistorischen Teil verfasste Gianiacopo Fontana.
1847 entstand Venezia in miniatura, Il Teatro di Padova riedificato dall'Architetto Jappelli sowie das Album di Gemme architettoniche di Vicenza. Letzteres umfasst mahr als 150 Lithographien. Moro war einer der wenigen Vedutisten, die Vicenza ihre Arbeitskraft widmeten. So entstand 1850 Vicenza e suoi dintorni, das er zusammen mit Decio Avogadro selbst herausgab. Von Moro stammen zudem die Illustrationen für Alessandro De-Marchis Werk Nuova guida di Padova e suoi dintorni, das 1855 bei Kirchmayr in Venedig erschien.
Doch Marco Moro produzierte nicht nur Veduten, sondern er betätigte sich auch im Bereich der Historienmalerei, wie etwa Sconfitta data agli Austriaci in Mestre dai Figli d'Italia il 27 ottobre 1848, wo es um die Niederlage der Österreicher in Mestre im Jahr 1848 ging, oder Assedio di Venezia (Belagerung Venedigs). Als die Österreicher schließlich Venedig eroberten malte Moro mit Arrivo di S.M.I.R.A. Francesco Giuseppe I in Venezia il 27 marzo 1851 die Ankunft des österreichischen Kaisers. Schon 1844 hatte er mit Gravuren zu einer Serie von Aquarellen beigetragen, die Cesare Dell’Acqua zur Reise Kaiser Ferdinands und seiner Frau Maria Anna von Savoyen nach Triest geschaffen hatte.
Als eine Art reifes Alterswerk kann das Album Trieste città gentilissima e commerciale figurata in ventiquattro vedute prospettiche disegnate da Marco Moro e descritte da celebri penne archeologiche artistiche gelten, das 1854 in Venedig bei Giovanni Brizeghel erschien. Es umfasste 24 Veduten der Stadt.

## Rezeption
- Gianjacopo Fontana: Venezia monumentale. I palazzi. Con 82 tavole di Marco Moro, Filippi, 1967.